# Rodrigo Vázquez de Arce

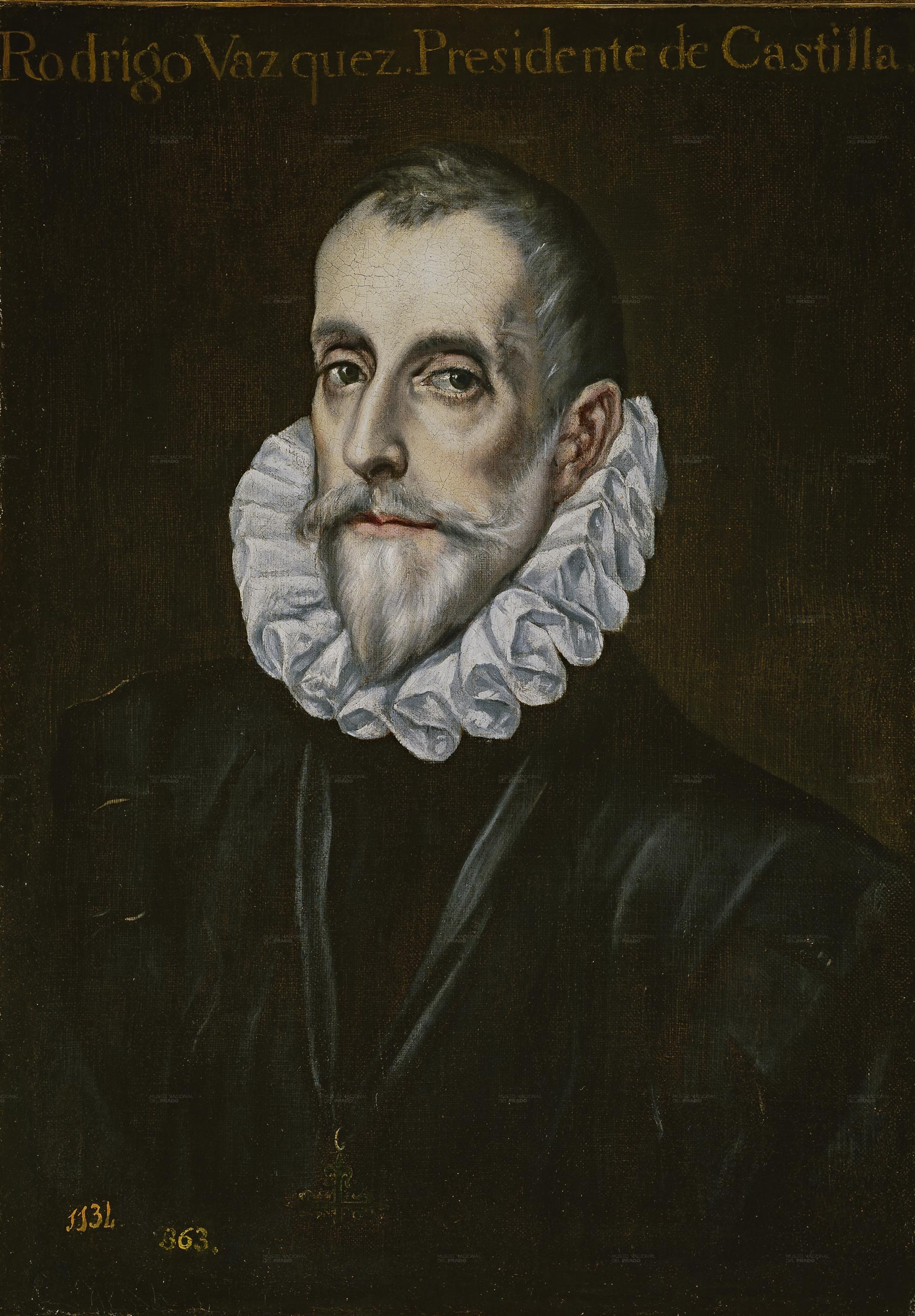
Retrato de Rodrigo Vázquez de Arce. Copia anónima de una obra de El Greco. Ca. 1590. (Museo del Prado, Madrid).

Rodrigo Vázquez de Arce (Ávila, 1529 - El Carpio, 1599) fue un hombre de estado español.

## Biografía
Rodrigo Vázquez fue un afamado jurisconsulto, hijo de un catedrático de leyes vallisoletano y consejero de Carlos V. Estudió en el Colegio Mayor Santa Cruz de la universidad de Valladolid. Fue oidor de la Real Chancillería de Granada, miembro del Consejo Real de Castilla y del Consejo de la Inquisición. En 1579 fue enviado como embajador a Portugal para reclamar los derechos de Felipe II al trono portugués durante la crisis sucesoria que siguió a la muerte del rey Sebastián I.
A su regreso a España fue nombrado consejero de la Cámara de Castilla y ordenado caballero de la orden de Alcántara, de la que fue clavero y comendador de La Magdalena; en 1584 fue designado para ocupar la presidencia del Consejo de Hacienda, y en 1592 de la de Castilla. Actuó como juez en el proceso contra el secretario del rey, Antonio Pérez. Tras la muerte de Felipe II, su sucesor Felipe III le hizo miembro del consejo de Estado, pero las intrigas del conde de Miranda Juan de Zúñiga Avellaneda y Bazán provocaron su caída, haciendo que el rey le nombrase a este para sucederle en la presidencia del Consejo de Castilla. Su ascendiente en la política castellana era tal que las Cortes de Castilla, reunidas en ese momento, se opusieron oficialmente a su destitución.
Desterrado de la corte, se retiró a El Carpio, donde murió en agosto de 1599, pocos meses después de su cese como consecuencia de la complicación de unas hemorroides, siendo enterrado en el panteón familiar de la iglesia de Santiago Apóstol de dicha localidad.
| Predecesor: Fernando de Vega y Fonseca  | Presidente del Consejo de Hacienda 1584 – 1592 | Sucesor: Pablo de Laguna                   |
| Predecesor: Francisco Zapata y Cisneros | Presidente del Consejo de Castilla 1591 – 1599 | Sucesor: Juan de Zúñiga Avellaneda y Bazán |